# Batalla de El Zumbador
La Batalla de El Zumbador fue uno de los primeros combates de la Revolución Liberal Restauradora ocurrido el 11 de junio de 1899, en el que Cipriano Castro derrotó a Espíritu Santo Morales, presidente del estado Táchira. Esta Batalla cambió el rumbo de la historia política y el caudillismo en Venezuela.
Antes de comenzar la batalla, las fuerzas de Morales contaban con 3.000 hombres contra los 1.200 de Castro, pese a la superioridad numérica, las ventajas en las posiciones de los Restauradores logro imponerse desde el primer momento del combate, eliminando sucesivamente a las unidades del general Morales, después de 4 horas de continuos combates la victoria fue para el bando revolucionario, quienes lograron apropiarse de un cuantioso material de guerra y suministros, y buen número de prisioneros bajo su control.